# Giampiero Maini
Giampiero Maini (* 29. září 1971, Řím, Itálie) je bývalý italský fotbalista, který hrál jednou v reprezentaci.

## Statistika
| Klub           | Sezóna  | Liga   | Liga | Pohár  | Pohár | LM či EL | LM či EL | celkem | celkem |
| Klub           | Sezóna  | zápasy | Goly | zápasy | Goly  | zápasy   | Goly     | zápasy | Goly   |
| -------------- | ------- | ------ | ---- | ------ | ----- | -------- | -------- | ------ | ------ |
| AS Řím         | 1990/91 | 1      | 0    | ?      | ?     | ?        | ?        | ?      | ?      |
| US Lecce       | 1991/92 | 17     | 2    | ?      | ?     | ?        | ?        | ?      | ?      |
| US Lecce       | 1992/93 | 18     | 1    | ?      | ?     | ?        | ?        | ?      | ?      |
| Ascoli Calcio  | 1993/94 | 29     | 6    | ?      | ?     | ?        | ?        | ?      | ?      |
| AS Řím         | 1994/95 | 7      | 0    | ?      | ?     | ?        | ?        | ?      | ?      |
| Vicenza Calcio | 1995/96 | 32     | 2    | ?      | ?     | ?        | ?        | ?      | ?      |
| Vicenza Calcio | 1996/97 | 30     | 5    | ?      | ?     | ?        | ?        | ?      | ?      |
| AC Milan       | 1997/98 | 25     | 0    | 6      | 1     | 0        | 0        | 31     | 1      |
| AC Milan       | 1998    | 1      | 0    | 0      | 0     | 0        | 0        | 1      | 0      |
| FC Bologna     | 1998/99 | 19     | 0    | ?      | ?     | ?        | ?        | ?      | ?      |
| FC Parma       | 1999/00 | 6      | 0    | ?      | ?     | ?        | ?        | ?      | ?      |
| FC Parma       | 2000    | 0      | 0    | ?      | ?     | ?        | ?        | ?      | ?      |
| AC Venezia     | 2000/01 | 29     | 4    | ?      | ?     | ?        | ?        | ?      | ?      |
| FC Parma       | 2001/02 | 2      | 0    | ?      | ?     | ?        | ?        | ?      | ?      |
| AC Ancona      | 2002/03 | 22     | 7    | ?      | ?     | ?        | ?        | ?      | ?      |
| AC Ancona      | 2003/04 | 17     | 1    | ?      | ?     | ?        | ?        | ?      | ?      |
| USD Arezzo     | 2005    | 7      | 0    | ?      | ?     | ?        | ?        | ?      | ?      |
| USD Arezzo     | Celkově | 262    | 28   | ?      | ?     | ?        | ?        | ?      | ?      |

## Úspěchy

### Klubové
- - 3× vítěz italský pohár (1991, 1997, 2002)
  - 1× vítěz italský superpohár (1999)